# Metacity
Metacity était le gestionnaire de fenêtres par défaut de l'environnement graphique GNOME depuis la version 2.2 (où il succède à Enlightenment et Sawfish) jusqu'à la version 3.0 où il a cédé la place à son fork, Mutter, considéré comme la version 3 de Metacity.
Son développement a été initialement débuté par Havoc Pennington et a été publié sous licence GPL. Il est basé sur la bibliothèque GTK+.
Il utilise les mêmes thèmes visuels que les autres applications utilisant la bibliothèque GTK+.
Les effets graphiques avancés comme la transparence et les ombres portées sont gérés depuis la version 2.22. Le retard de Metacity à proposer ces effets a permis à un autre gestionnaire, Compiz, de le supplanter dans certaines distributions comme Ubuntu. À noter, outre une différence philosophique (lire ci-après), une importante différence technique : si ces deux gestionnaires utilisent les capacités du processeur graphique pour accélérer l'affichage de ces effets, Compiz a recours aux fonctions OpenGL de la carte, permettant une accélération 3D, alors que Metacity utilise la fonction XRender (accélération 2D).
Mutter, le successeur de Metacity, est quant à lui basé sur OpenGL (via Clutter).

## Philosophie
Metacity est axé sur la simplicité et l'aspect pratique plutôt que les nouveautés ou les astuces.

## Thèmes
Un nombre important de thèmes pour Metacity sont disponibles sur le site d'art de GNOME, art.gnome.org. Le plus populaire est Clearlooks, qui est le thème par défaut de GNOME depuis la version 2.12.
GNOME propose une page documentant la façon d'écrire un thème Metacity sur le site du projet

## Controverse
Metacity se distingue des précédents choix pour la place du gestionnaire de fenêtres de GNOME par le peu d'options de configuration et son introduction controversée. Ceux qui sont en faveur de Metacity disent que les nouveaux utilisateurs d'ordinateurs n'ont pas besoin d'une immense configurabilité en matière de gestion de fenêtre et d'éclaircissement. Havoc Pennington a écrit un essai expliquant pourquoi il a écrit Metacity et simplifié le bureau GNOME. Les critiques disent que Metacity a sacrifié la flexibilité et le contrôle généralement associé aux applications Unix. Ils perçoivent que le manque de flexibilité a mené au développement de nombreuses extensions comme devilspie et Brightside.